# Неукен (провинција)
Неукен (шп. Neuquén) је провинција која се налази у западном делу Аргентине. Према северу се граничи са провинцијом Мендоза, према западу са Чилеом, према југу и истоку са провинцијом Рио Негро.